# Клуб Насионал
Клуб „Насионал“ (на испански: Club Nacional) е футболен отбор от квартал Обреро на гр. Асунсион – столицата на Парагвай.
Основан е на 5 юни 1904 г. „Насионал“ е 6-кратен шампион на страната.

## История
Основан е от група випускници на колежа Насионал де ла Капитал, който е сред най-старите училища в Асунсион. Първоначално се нарича Футболен клуб „Насионал“. За основен цвят на отбора е избран белият – цветът на униформата на колежа. Цветовете на емблемата съответстват на цветовете на парагвайското знаме.
Сред прякорите му е „Академията“, защото клубът разполага с отлична детска школа, от която са произлезли много талантливи футболисти, като например Арсенио Ерико, който е считан за най-добрия парагвайски футболист на всички времена.
„Насионал“ има 6 шампионски титли (на 5-о място в страната по този показател), 3 титли на Втора дивизия и 3 участия на Копа Либертадорес.

## Успехи
- 6х Шампион на Парагвай: 1909, 1911, 1924, 1926, 1942 и 1946
- 3х Шампион на Втора дивизия: 1979, 1989 и 2003

## Играчи

### Известни бивши играчи
- Арсенио Ерико
- Ериберто Ерера
- Кристиан Богадо
- Мануел Флейтас Солич
- Оскар Кардосо
- Роберто Акуня
- Флоренсио Амария